# Les Contes du septième souffle
Les Contes du septième souffle est une bande dessinée en 4 tomes, publiée de 2002 à 2006, scénarisée par Éric Adam et dessinée par Hugues Micol.
Cette série transpose, dans le Japon de l'époque d'Edo (1600-1868), à une date indéterminée, l'idée de plusieurs contes européens, au travers des aventures du samouraï Toho Daisuke.

## Découpage
1. Aohige (2002), qui reprend et adapte l'idée de Barbe-Bleue[2] ;
2. Shiro Yuki (2003), qui reprend et adapte l'idée de Blanche-Neige[3] ;
3. Ayatsuri(2004), qui reprend et adapte l'idée de Pinocchio ;
4. Shitate Ya (2006), qui reprend et adapte l'idée du Vaillant Petit Tailleur.

## Éditions
- Éric Adam (scénariste) et Hugues Micol (dessinateur), Les contes du 7e souffle, vol. 1 : Aohige, Issy-les-Moulineaux, Vents d'Ouest, coll. « Équinoxe », 5 novembre 2002, 56 p. (ISBN 978-2-7493-0041-2, BNF 38981260)
- Éric Adam (scénariste) et Hugues Micol (dessinateur), Les contes du 7e souffle, vol. 2 : Shiro Yuki, Issy-les-Moulineaux, Vents d'Ouest, coll. « Équinoxe », 17 juin 2003, 56 p. (ISBN 978-2-7493-0075-7, BNF 39042122)
- Éric Adam (scénariste) et Hugues Micol (dessinateur), Les contes du 7e souffle, vol. 3 : Ayatsuri, Issy-les-Moulineaux, Vents d'Ouest, coll. « Équinoxe », 5 mai 2004, 56 p. (ISBN 978-2-7493-0129-7, BNF 39981250)
- Éric Adam (scénariste) et Hugues Micol (dessinateur), Les contes du 7e souffle, vol. 4 : Shitate Ya, Issy-les-Moulineaux, Vents d'Ouest, coll. « Équinoxe », 5 février 2006, 56 p. (ISBN 978-2-7493-0183-9, BNF 40129096)
- Éric Adam (scénariste) et Hugues Micol (dessinateur), Les contes du 7e souffle, [coffret 3 volumes], Issy-les-Moulineaux, Vents d'Ouest, coll. « Équinoxe », 3 novembre 2004, 168 p. (ISBN 978-2-7493-0178-5, BNF 39301308)Coffret regroupant : 1, Aohige ; 2, Shiro Yuki ; 3, Ayatsuri.
- Éric Adam (scénariste) et Hugues Micol (dessinateur), Les contes du 7e souffle : Intégrale, Vents d'Ouest, coll. « Équinoxe », 15 novembre 2006, 221 p. (ISBN 978-2-7493-0341-3, BNF 40955508)